# Ктесибий
Ктеси́бий, также Ктезибий (греч. Κτησίβιος; 285—222 год до н. э.) — древнегреческий изобретатель, математик и механик, живший в Александрии в эллинистическом Египте. Ктесибия считают «отцом пневматики». Он написал первые научные трактаты об упругой силе сжатого воздуха и её использовании в воздушных насосах и других механизмах (даже в пневматическом оружии), заложил основы пневматики, гидравлики и теории упругости воздуха. Ни одна из его письменных работ не сохранилась, в том числе его Воспоминания. О его исследованиях мы знаем по сообщениям Афинея.

## Изобретения
Ктесибий, вероятно, был первым заведующим Александрийского музея. О его жизни, в отличие от его изобретений, практически ничего не известно. Считают (возможно, со слов Диогена Лаэртского), что Ктесибий был цирюльником или сыном цирюльника и, ещё будучи брадобреем, изобрёл умное регулируемое противовесами зеркало. Также он изобрёл:
- гидравлический орган (гидравлос[3]), который первоначально приводился в движение двумя поршневыми насосами (один закачивал воздух внутрь, а другой подавал его к трубам) и использовал резервуар с водой для выравнивания давления. Позже поршневые насосы заменили мехами, а вместо водяного резервуара тоже установили мех, который сам не качал воздух, а только выравнивал его давление. Гидравлос считается прообразом современного органа;
- поршневой насос для создания сильной струи или подъёма воды из колодцев (некоторые экземпляры насосов были найдены в разных римских поселениях, например в местечке Силчестер в Англии), а также связанный с ним принцип сифона;
- хитроумные водяные часы (клепсидры), которые были самыми точными, пока в XVII веке голландский физик Христиан Гюйгенс не придумал использовать маятник для поддержания незатухающих колебаний;
- камнеметатель и самострел, которые действовали с помощью сжатого воздуха. При натягивании тетивы вращавшиеся на осях рычаги нажимали на поршни в воздушных камерах. После выпускания стрелы сжатый воздух возвращал рычаги в исходное положение.

Первый учёный, реализовавший водяной интегратор.

## Память
В 1976 г. Международный астрономический союз присвоил имя Ктесибия кратеру на обратной стороне Луны.